# James A. Connolly

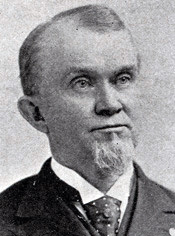
James A. Connolly (1896)

James Austin Connolly (* 8. März 1843 in Newark, New Jersey; † 15. Dezember 1914 in Springfield, Illinois) war ein US-amerikanischer Politiker. Zwischen 1895 und 1899 vertrat er den Bundesstaat Illinois im US-Repräsentantenhaus.

## Werdegang
Im Jahr 1850 zog James Connolly mit seinen Eltern nach Chesterville in Ohio, wo er die öffentlichen Schulen sowie die Selby Academy besuchte. Zwischen 1858 und 1859 arbeitete er für die Verwaltung des Senats von Ohio. Nach einem Jurastudium und seiner 1859 erfolgten Zulassung als Rechtsanwalt begann er in Mount Gilead in diesem Beruf zu praktizieren. Im Jahr 1861 zog er nach Charleston in Illinois. Während des Bürgerkrieges diente Connolly im Heer der Union. Dabei stieg er vom einfachen Soldaten bis zum Brevet-Oberstleutnant auf. Nach dem Krieg schlug er als Mitglied der Republikanischen Partei eine politische Laufbahn ein. Zwischen 1872 und 1876 saß er als Abgeordneter im Repräsentantenhaus von Illinois. Von 1876 bis 1885 sowie nochmals zwischen 1889 und 1893 war er Bundesstaatsanwalt für den südlichen Distrikt seines Staates. 1886 kandidierte er noch erfolglos für den Kongress. Zwei Jahre später wurde er von seiner Partei erneut für die Kongresswahlen aufgestellt; diese Nominierung lehnte er aber ab.
Bei den Kongresswahlen des Jahres 1894 wurde Connolly im 17. Wahlbezirk von Illinois in das US-Repräsentantenhaus in Washington, D.C. gewählt, wo er am 4. März 1895 die Nachfolge des Demokraten Edward Lane antrat. Nach einer Wiederwahl konnte er bis zum 3. März 1899 zwei Legislaturperioden im Kongress absolvieren. In diese Zeit fiel der Spanisch-Amerikanische Krieg von 1898. Im selben 1898 verzichtete er auf eine weitere Kandidatur.
Nach dem Ende seiner Zeit im US-Repräsentantenhaus war James Connolly wieder als Anwalt tätig. Er starb am 15. Dezember 1914 in Springfield.